# Jeu vidéo musical

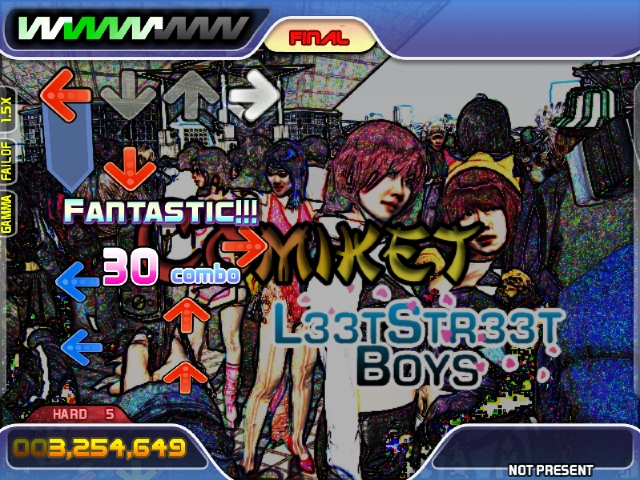
Jeu vidéo musical open source StepMania.

Un jeu vidéo musical, ou jeu de musique, est un jeu vidéo dont le gameplay est significativement, voir souvent presque entièrement orienté sur les interactions du joueur avec une partition musicale ou des chansons. Les jeux vidéo musicaux peuvent prendre diverses formes.
La combinaison du jeu et de la musique n'est pas nouveau et remonte au Musikalisches Würfelspiel.
Les jeux vidéo musicaux se distinguent des jeux purement audio (par exemple Real Sound: Kaze no Regret, sorti en 1997 sur Sega Saturn), car ils disposent d'un retour visuel pour guider le joueur à travers la bande sonore du jeu, bien que les jeux musicaux eidétiques puissent rentrer dans les deux catégories[réf. nécessaire].